# 来牟镇
来牟镇，是中华人民共和国四川省自贡市荣县下辖的一个乡镇级行政单位。

## 行政区划
来牟镇下辖以下地区：
来牟铺社区、踏紫山社区、枷档湾村、来牟村、一洞桥村、刘家坝村、烂泥桥村、踏紫村、新寺村、鸽子村和凉风村。